# Impatiens trilobata
Impatiens trilobata är en balsaminväxtart som beskrevs av Henry Thomas Colebrooke. Impatiens trilobata ingår i släktet balsaminer, och familjen balsaminväxter. Inga underarter finns listade i Catalogue of Life.